# 1996 au Québec
Cet article traite des événements survenus en 1996 au Québec. 

## Événements

### Janvier
- 8 janvier : le ministre Denis Lazure annonce qu'il quitte la vie politique[1].
- 14 janvier : le film Le Confessionnal obtient trois Prix Génie[2].
- 25 janvier : Jean Chrétien annonce un remaniement ministériel. Deux recrues entrent dans son gouvernement : Stéphane Dion aux Affaires intergouvernementales et Pierre Pettigrew à la Coopération internationale et à la Francophonie[3].
- 29 janvier : le gouvernement Bouchard est assermenté. Cinq ministres du gouvernement Parizeau, dont Jean Garon et Jeanne Blackburn en sont exclus. Parmi les ministres du cabinet, il faut citer Bernard Landry (Finances), Pauline Marois (Éducation), Jean Rochon (Santé), Guy Chevrette (Ressources naturelles), Sylvain Simard (Relations internationales), Louise Harel (Emploi et Condition féminine), Matthias Rioux (Travail) et André Boisclair (Relations avec les citoyens)[1].

### Février
- 1er février : Stéphane Dion explique la nouvelle stratégie fédérale envers le nouveau gouvernement péquiste. Le plan A, c'est la conciliation et l'entente ; le plan B, ce sont les règles de sécession. "Si le Canada est divisible, déclare-t-il, le Québec l'est aussi"[4].
- 10 février : le Fonds de solidarité FTQ annonce qu'il a un actif de 1,5 milliard de dollars[5].
- 15 février : le premier ministre canadien Jean Chrétien bouscule un manifestant lors d'une fête donnée en l'honneur du drapeau canadien à Ottawa[6].
- 17 février : Michel Gauthier devient officiellement chef du Bloc québécois[7].
- 19 février : Lucien Bouchard et Monique Simard remportent les élections partielles de Jonquière et de La Prairie[1].

### Mars
- 3 mars : à Québec, 3000 personnes manifestent contre la transformation de l'hôpital Chauveau en centre d'accueil[8].
- 8 mars : Jean-Pierre Charbonneau devient président de l'Assemblée nationale[1].
- 11 mars : les Canadiens de Montréal jouent leur dernier match au Forum[9].
- 13 mars : la première session de la 35e législature est prorogée[1].
- 16 mars : inauguration du centre Molson de Montréal[10].
- 18 au 20 mars : conférence sur le devenir social et économique présidé par Lucien Bouchard et à laquelle participent les milieux patronaux, syndicaux, étudiants ainsi que les représentants des plus démunis. Un consensus est établi sur le déficit zéro à partir de 1999-2000[11].
- 25 mars : ouverture de la deuxième session de la 35e législature. Lors du discours inaugural à l'Assemblée nationale, Lucien Bouchard annonce une série de coupures dans les services aux citoyens. L'hospitalisation hors Québec ne sera plus couverte par l'assurance maladie. Treize délégations du Québec à l'étranger devront être fermées. Les subventions aux écoles privées et l'allocation au logement pour certains assistés sociaux seront réduites[1].
- 27 mars : Québec annonce un budget de 41 milliards de dollars pour l'année 1996-1997[12].

### Avril
- 10 avril : Québec promet de tout mettre en œuvre pour empêcher la fermeture de l'usine Kenworth, une usine d'assemblage de camions de Blainville que les propriétaires veulent transférer au Mexique[13].
- 16 avril : Québec annonce la création d'un nouveau régime d'assurance médicaments devant entrer en vigueur le 1er janvier 1997. Tout le monde devra y contribuer sauf les personnes inaptes au travail. On prévoit une économie de 257 millions de dollars[14].
- 28 avril : Jacques Villeneuve remporte le Grand Prix d'Europe en Formule 1[15].

### Mai
- 3 mai : mort de Richard Barnabé. Il était dans le coma depuis 29 mois après avoir été brutalisé par des policiers lors de son arrestation[16].
- 9 mai : Bernard Landry lit son premier discours du budget. Le déficit sera de 3,2 milliards de dollars et la dette monte à 75 milliards de dollars. Le fardeau fiscal augmentera de 663 millions de dollars pour les entreprises et de 634 millions de dollars pour les particuliers d'ici 2000[17].
- 10 mai : Ottawa décide de se joindre à Guy Bertrand pour plaider l'illégalité d'un référendum sur l'avenir du Québec[18].

### Juin
- 2 juin : 10 000 femmes manifestent à Québec pour l'équité salariale[19].
- 18 juin : Michel Bourdon annonce son retrait de la vie politique pour cause de maladie[1].
- 24 juin : 2 000 émeutiers ravagent le Vieux-Québec et le Parlement lors de la Fête nationale. C'est la pire émeute en 25 ans dans la Vieille-Capitale. Les dommages sont évalués à plus de 1 million de dollars[20].

### Juillet

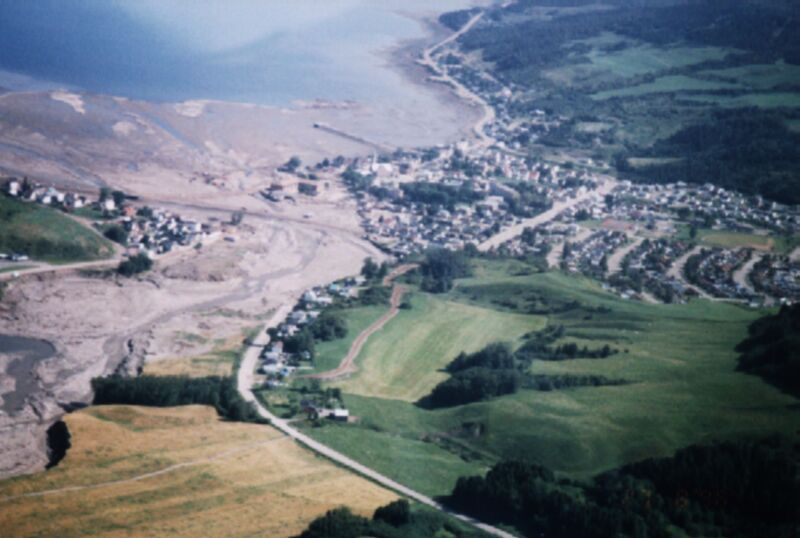
Lendemain du déluge du Saguenay

- 3 juillet : annonce que l'assurance médicaments est devancée au 1er août pour les aînés et les assistés sociaux[21].
- 6 juillet : James Gabriel succède à Jerry Peltier comme chef à Kanesatake[22].
- 14 juillet : Jacques Villeneuve remporte le Grand Prix de Grande-Bretagne en Formule 1[23].
- 19 juillet : Céline Dion chante lors de l'inauguration des Jeux olympiques d'Atlanta[24].
- 20 au 22 juillet : déluge et inondations au Saguenay, qui font 10 morts dont 2 enfants. Sur la Côte-Nord, plusieurs pans de la route 138 sont emportés. Le désastre est surtout visible sur la rive sud du Saguenay où 15 000 personnes doivent être évacuées. Plusieurs villes dont Chicoutimi et La Baie sont sous les eaux[25].

### Août
- 1er août : Annie Pelletier est médaillée de bronze en plongeon aux Jeux d'Atlanta[26].
- 7 août : les dégâts au Saguenay sont évalués à 600 millions de dollars[27].
- 9 août : le comédien Jean-Louis Roux est nommé lieutenant-gouverneur du Québec[1].
- 10 août : les habitants de Ferland-et-Boilleau sont les derniers réfugiés à pouvoir réintégrer leurs demeures[28].
- 11 août : Jacques Villeneuve remporte le Grand Prix de Hongrie en Formule 1[29].
- 19 août : Radio-Québec prend officiellement le nom de Télé-Québec[30].
- 25 août : le concert pour venir en aide aux réfugiés du Saguenay donne pour plus de 3 millions de dollars[31].

### Septembre
- 1er septembre : entrée en vigueur du règlement sur les formulaires de bail obligatoires publiés par la Régie du logement[32].
- 12 septembre : Jean-Louis Roux est assermenté[33].
- 16 septembre : Mario Dumont demande au gouvernement d'abandonner l'option souverainiste pour 10 ans Pour réduire le déficit, il préconise un abaissement des impôts et une réforme majeure de l'aide sociale[34].
- 17 septembre : début des audiences de la commission Nicolet sur la catastrophe du Saguenay[35].
- 22 septembre : Jacques Villeneuve remporte le Grand Prix du Portugal en Formule 1[36].
- 26 septembre : Ottawa demande officiellement à la Cour suprême de se prononcer sur la légalité du projet d'indépendance[37].

### Octobre
- 1er octobre : le salaire minimum au Québec passe à 6,70 $[38].
- 4 octobre : la centrale LG-2 devient la centrale Robert-Bourassa[1].
- 10 octobre : les États généraux sur l'éducation déposent leur rapport. On y préconise entre autres la déconfessionnalisation des écoles, la diminution des subventions aux écoles privées et la maternelle obligatoire[39].
- 12 octobre : un accident du funiculaire de Québec fait 1 mort et 15 blessés[40].
- 17 octobre : Guy Chevrette annonce la création de la Régie de l'énergie du Québec, dont le but sera de réglementer les prix de l'énergie, et de l'essence en particulier[41].
- 29 octobre au 1er novembre : conférence socio-économique sur l'emploi à Montréal. Le gouvernement refuse la notion d'appauvrissement zéro mais accepte la création d'un fonds de solidarité de 250 millions de dollars pour les assistés sociaux[42].

### Novembre
- 5 novembre : Jean-Louis Roux doit démissionner après avoir avoué avoir porté un insigne nazi et participé à une manifestation nazie au début des années 1940[1].
- 18 novembre : à la suite des pressions étudiantes, Pauline Marois annonce le gel des frais de scolarité jusqu'aux prochaines élections[43].
- 20 novembre : adoption de la Loi sur l'équité salariale[44].
- 24 novembre : Lucien Bouchard n'obtient qu'un vote de confiance de 76,7 % lors du treizième congrès du PQ, car certains délégués acceptent mal sa politique linguistique. Il pense un instant à démissionner mais finit par se raviser[45].
- 26 novembre : annonce de la création du Fonds de lutte contre la pauvreté par la réinsertion au travail par Bernard Landry[46].

### Décembre
- 2 décembre : contesté par certains de ses députés, Michel Gauthier démissionne de son poste de chef du Bloc québécois[47].
- 7 décembre : inauguration du tronçon de la route 138 reliant Havre-Saint-Pierre à Natashquan[48].
- 9 décembre : le PQ remporte l'élection partielle de Pointe-aux-Trembles[1].
- 12 décembre : Lise Thibault est nommée lieutenant-gouverneur[1].
- 16 décembre : les centrales syndicales signent un accord de principe avec le gouvernement. Elles acceptent la bonification du surplus des pensions en retour de l'abolition de 1 500 postes dans la fonction publique[49].

## Naissances
- 3 juin - Charles Leblanc (joueur de baseball)
- 17 juin - Samuel Blais (joueur de hockey)
- 28 juin - Émile Bilodeau (Chanteur)
- 6 juillet - Robert Naylor (acteur)
- 29 juillet - Raphaël Grenier-Benoît (acteur)
- 8 octobre - Alexandre Carrier (joueur de hockey)
- 30 octobre - Samuel Montembeault (joueur de hockey)
- 10 décembre - Jérémy Gabriel (chanteur)
- 20 décembre - 
  - Abraham Toro (joueur de baseball)
  - Anthony Richard (joueur de hockey)

## Décès
- 1er janvier - Lionel Boulet (ingénieur) (º 19 juillet 1919)
- 21 janvier - René Jalbert (sergent d'armes à l'Assemblée nationale) (º 20 février 1921)
- 19 avril - Laurence Beaulieu-Beaudoin (écrivaine) (º 15 août 1919)
- 23 avril - Jean Victor Allard (militaire) (º 12 juin 1913)
- 7 juin - Jean-Louis Paris (acteur) (º 1925)
- 9 juin - Aimé Major (chanteur et acteur) (º 7 février 1924)
- 11 juin - Jacques Desrosiers (acteur et chanteur) (º 8 juillet 1938)
- 1er juillet - Harold Greenberg (homme d'affaires) (º 11 janvier 1930)
- 12 août - Robert Gravel (acteur) (º 14 septembre 1944)
- 14 septembre - Rose Ouellette (actrice) (º 25 août 1903)
- 22 septembre - Ludmilla Otzoup-Gorny Chiriaeff (danseuse et professeure) (º 10 janvier 1924)
- 29 septembre - Claire Bonenfant (militante féministe) (º 27 juin 1925)
- 2 octobre- Robert Bourassa (ancien premier ministre du Québec) (º 14 juillet 1933)
- 14 octobre
  - Marcel Bourbonnais (homme politique) (º 27 février 1918)
  - Jean Grimaldi (acteur et producteur) (º 7 octobre 1898)
- 21 octobre - Lucille Desparois (Tante Lucille, conteuse et comédienne) ( 15 mars 1909)
- 27 octobre - Arthur Tremblay (homme politique) (º 18 juin 1917)
- 12 novembre - Léo Ilial (acteur) (º 22 mai 1933)
- 14 novembre - Raoul Roy (journaliste) (º 15 juillet 1914)
- 14 décembre - Gaston Miron (poète) (º 8 janvier 1928)

## Sources et références
1. 1 2 3 4 5 6 7 8 9 10 11 12  « Chronologie parlementaire 1995-1996 » (consulté le 4 juin 2009)
2. ↑  Normand Provencher. Lepage rafle 3 Génies. « Le Confessionnal » sacré meilleur film, 6 trophées décernés à « Margaret's Museum ». Le Soleil. 15 janvier 1996. p. A-1
3. ↑  Joël-Denis Bellavance. Remaniement ministériel majeur à Ottawa. Une nouvelle escouade. Chrétien fait appel à deux jeunes recrues du Québec, Stéphane Dion et Pierre Pettigrew. Le Soleil. 26 janvier 1996. p. A-1
4. ↑  Huguette Young. Romanow met les fédéralistes en garde contre la ligne dure à l'endroit des souverainistes. Stéphane Dion se dit d'accord avec le premier ministre de la Saskatchewan... et réitère sa position. Le Soleil. 2 février 1996. p. A-6
5. ↑  La « bibitte » a fait mouche. Pour ses 12 ans, le Fonds de solidarité de la FTQ franchit le cap du 1,5 milliard $. Le Soleil. 11 février 1996. p. A-7
6. ↑  Bilan du Siècle
7. ↑  Bilan du Siècle
8. ↑  Lise Lachance. Cri du cœur à Chauveau. Un moratoire sur la transformation de l'hôpital en centre d'accueil est réclamé devant 3000 manifestants. Le Soleil. 4 mars 1996. p. A-1
9. ↑  Bilan du Siècle
10. ↑  François Béliveau, « Corey: "La flamme d'une ville". », La Presse,‎ 17 mars 1996, S-3
11. ↑  Michel Vastel. Landry le grand dérangeant. Éditions de l'Homme. 2001. p. 355
12. ↑  Hélène Baril. Prévisions de dépenses. L'aide aux entreprises sera charcutée. Le Soleil. 28 mars 1996. p. A-6
13. ↑  Pierre April. De l'aide pour Kenworth. Québec promet de tout mettre en œuvre pour empêcher la fermeture. Le Soleil. 11 avril 1996. p. B-1
14. ↑  Robert Fleury. Finie la gratuité. Les personnes âgées et les assistés sociaux aptes au travail devront aussi faire leur part. Le Soleil. 17 avril 1996. p. A-1
15. ↑  1er Grand Prix pour Villeneuve. Le Soleil. 29 avril 1996. p. A-1
16. ↑  Richard Barnabé meurt après 29 mois de coma. Le Soleil. 4 mai 1996. p. A-22
17. ↑  Landry le grand dérangeant. p. 355
18. ↑  Vincent Marissal. La bataille reprend. Le fédéral se joint à Guy Bertrand et Bouchard réunit son cabinet lundi pour préparer la riposte. Le Soleil. 11 mai 1996. p. A-1
19. ↑  Michel Corbeil, « Femmes en colère », Le Soleil,‎ 2 juin 1996, A-1, A-2
20. ↑  Bilan du Siècle
21. ↑  Robert Fleury. Assurance-médicaments. Aînés et assistés sociaux devront payer 25 % du prix. L'implantation devancée en partie au 1er août. Le Soleil. 4 juillet 1996. p. A-1
22. ↑  Élections autochtones. Norton gagne, tandis que James Gabriel remplace Peltier. Le Soleil. 7 juillet 1996. p. A-6
23. ↑  Grand Prix de Grande-Bretagne. Villeneuve prend sa revanche. Sa victoire lui permet de prétendre encore à la couronne mondiale. Le Soleil. 15 juillet 1996. p. A-1
24. ↑  Carl Tardif. Place aux Jeux. Le monde entier accueille l'esprit des anneaux olympiques. Le Soleil. 20 juillet 1996. p. A-1
25. ↑  Voir l'article Déluge du Saguenay
26. ↑  Carl Tardif. Un plongeon dans un grand tourbillon. La « kid kodak » Annie Pelletier réalise à peine tout ce qui l'attend!. 2 août 1996. p. C-1
27. ↑  Gilbert Leduc. Déluges au Québec. 600 millions $ à l'eau. Commission chargée de faire la lumière sur la gestion des barrages. Le Soleil. 8 août 1996. p. A-1
28. ↑  Ferland-et-Boileau en histoire
29. ↑  Meilleure recrue de l'histoire. Villeneuve remporte sa 3e victoire. Le Soleil. 12 août 1996. p. A-1
30. ↑  Dévoilement du nouveau logo de la station de télévision Télé-Québec
31. ↑  Quand les artistes québécois unissent leurs forces
32. ↑   Décret 907–96 : Concernant le Règlement sur les formulaires de bail obligatoires et sur les mentions de l’avis au nouveau locataire. GOQ du 7 août 1996, partie 2, vol. 128, no 32, pp. 4855-4904 (lire en ligne, consulté le 26 avril 2024)
33. ↑  Bilan du Siècle
34. ↑  Vincent Marissal, « L'ADQ propose un remède de cheval », Le Soleil,‎ 16 septembre 1996, A-1, A-2
35. ↑  Jacques Drapeau. Gestion des barrages au Saguenay-lac-St-Jean. La Commission scientifique ne fait pas l'unanimité. Le Soleil. 18 septembre 1996. p. A-11
36. ↑  Villeneuve fait durer le suspense. Encore une chance de décrocher le titre mondial au Japon, en octobre. Le Soleil. 23 septembre 1996. p. A-1
37. ↑  Joël-Denis Bellavance, « Ottawa demande à la Cour Suprême de se prononcer sur l'indépendance », Le Soleil,‎ 27 septembre 1996, A-1, A-2
38. ↑  Salaires minimum au Canada de 1985 à 1999 sur le site gouvernemental
39. ↑  Dépôt du rapport final de la Commission des États généraux sur l'éducation
40. ↑  Jean-Marc Salvet. Le funiculaire en chute libre. 16 blessés à la suite de la rupture d'un câble. Le Soleil. 13 octobre 1996. p. A-1
41. ↑  Donald Charette, « Québec réglementera le marché de l'essence », Le Soleil,‎ 18 octobre 1996, A-1, A-2
42. ↑  Landry le grand dérangeant, p. 356
43. ↑  Donald Charette, « Marois bat en retraite », Le Soleil,‎ 18 novembre 1996, A-1, A-2
44. ↑  Bilan du Siècle
45. ↑  Donald Charette, « Le PQ doit changer », Le Soleil,‎ 26 novembre 1996, A-1, A-2
46. ↑  Déclaration ministérielle concernant la constitution du « Fonds de lutte contre la pauvreté par la réinsertion au travail »
47. ↑  Joël-Denis Bellavance. Succession de Gauthier. Des noms circulent déjà. Le Soleil. 3 décembre 1996. p. A-1
48. ↑  La Presse canadienne, « Des manifestants court-circuitent l'ouverture de la route de Natashquan », La Presse, Montréal,‎ 8 décembre 1996, p. C11
49. ↑  « Le SCFP dit non et pose ses conditions. "Les trois quarts des syndicats marchent", se réjouit Lucien Bouchard », Le Soleil,‎ 17 décembre 1996, B-1

### Articles généraux
- Chronologie de l'histoire du Québec (1982 à aujourd'hui)
- L'année 1996 dans le monde
- 1996 au Canada

### Articles sur l'année 1996 au Québec
- Gouvernement Lucien Bouchard
- Déluge du Saguenay
- Liste des lauréats des prix Félix en 1996